# Cooper Andrews
Cooper Andrews (nacido el 10 de marzo de 1982) es un actor estadounidense de ascendencia polinesia. Conocido por su papel de Jerry en The Walking Dead desde la séptima temporada.

## Carrera
Andrews interpretó al personaje recurrente Yo-Yo Engberk en las primeras tres temporadas en Halt and Catch Fire de AMC. Actualmente interpreta al personaje Jerry en The Walking Dead.
Andrews también trabaja detrás de cámara como operador, coordinador de dobles y asistente de dirección.
Interpretará a Víctor Vásquez, padre adoptivo de Billy Batson (interpretado por Asher Angel) en la película del DC Extended Universe, Shazam! en 2019.

## Filmografía

### Cine
| Año  | Título                                | Papel              | Notas |
| ---- | ------------------------------------- | ------------------ | ----- |
| 2006 | Death of Seasons                      | Sujeto             |       |
| 2008 | Golgotha                              | Guardia malvado    |       |
| 2008 | Faceless                              | Guardia de Catwalk | Corto |
| 2009 | The Legend of Zelda: The Hero of Time | Troll              |       |
| 2009 | Mandie and the Secret Tunnel          | Hermano Cooper     |       |
| 2014 | Ruins and Reckoning                   | Kavick             | Corto |
| 2015 | Assassinmas XVII                      | Buckets            | Corto |
| 2016 | Billy Lynn's Long Halftime Walk       | Extra              |       |
| 2018 | El Robo Perfecto                      | Mack               |       |
| 2019 | ¡Shazam!                              | Víctor Vásquez     |       |
| 2023 | ¡Shazam! La furia de los dioses       | Víctor Vásquez     |       |

### Televisión
| Año       | Título                            | Papel         | Notas |
| --------- | --------------------------------- | ------------- | --- |
| 2014-2016 | Halt and Catch Fire               | Yo-Yo Engberk | |
| 2015      | The Red Road                      | Rowtag        | Dos episodios |
| 2015      | Your Pretty Face Is Going to Hell | Modok         | Un episodio |
| 2015      | Limitless                         | Kenny Sumida  | Un episodio |
| 2016      | Hawaii Five-0                     | Vance Pekelo  | Un episodio |
| 2016-2022 | The Walking Dead                  | Jerry         | Recurrente (Temporada 7-9; 28 episodios) Coprotagonista (Temporada 10; 10 episodios) Principal (Temporada 11; 11 episodios) |
| 2017      | Thin Ice                          | Small Paul    | Película para televisión |